# William Butler Yeats
(Motivazione del Premio Nobel, 1923)
William Butler Yeats (Dublino, 13 giugno 1865 – Roccabruna, 28 gennaio 1939) è stato un poeta, drammaturgo, scrittore e spiritualista irlandese.
Spesso indicato come W. B. Yeats, fu anche senatore dello Stato Libero d'Irlanda negli anni venti.

## Biografia

### Primi anni

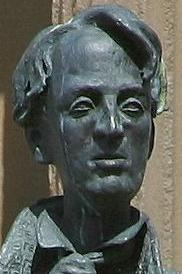
Statua di Yeats a Sligo, Irlanda

Nacque a Dublino nel 1865, primo figlio del pittore John Butler Yeats e di Susan Pollexfen. Quando William ha due anni, per permettere al padre di proseguire la carriera di artista, la famiglia si sposta da Sandymount, dalla contea di Dublino alla contea di Sligo e infine a Londra. William e i fratelli studiano in casa e la madre, nostalgica di Sligo, racconta loro le storie e le fiabe della loro contea di origine.
Nel 1877, a Londra, entra nella Scuola Godolphin che frequenta per quattro anni. È qui che nasce in lui il nazionalismo. Continua la sua educazione alla Erasmus Smith High School di Dublino. L'atelier di suo padre non è tanto distante e William vi passa molto tempo, avendo modo di frequentare diversi artisti e scrittori della città. Durante questo periodo comincia a scrivere poesie. Nel 1885 le sue prime poesie e il saggio "Sir Samuel Ferguson" vengono pubblicati sulla rivista Dublin University Review. Dal 1884 al 1886 frequenta la Scuola Metropolitana d'Arte.
In questo periodo la poesia di Yeats è impregnata di miti e folclore irlandese. Percy Bysshe Shelley esercita su di lui una grande influenza e continuerà a farlo per tutta la vita.

### Maud Gonne, il rinnovamento della letteratura irlandese e l'Abbey Theatre
Nel 1889, Yeats incontra Maud Gonne, una giovane ereditiera che aveva iniziato a consacrarsi al movimento nazionalista irlandese. Maud Gonne apprezza particolarmente i suoi poemi The Isle of Statues. Yeats concepisce un'infatuazione ossessiva per Maud. Due anni più tardi le propone di convivere ma lei rifiuta. In tutto le propone tre volte di stare insieme: nel 1899, 1900 e 1901, ricevendo sempre un rifiuto. Invece Maud, dopo diverse relazioni, sposa il nazionalista cattolico John MacBride nel 1903. Quello stesso anno Yeats soggiorna in America per un giro di conferenze e incontra Olivia Shakespeare con cui ha una relazione, durata un anno, seguita da un'amicizia duratura. Nell'ottobre del 1917, dopo un ennesimo rifiuto di Maud (e della figlia di lei Iseult), Yeats sposa la giovane Georgie Hyde-Lees.
Nel 1896 Yeats viene presentato a Lady Augusta Gregory dal loro amico comune Edward Martyn. Lady Gregory ospita Yeats nella tenuta di Coole Park presso Galway, incoraggia il suo nazionalismo e lo persuade a continuare a scrivere opere teatrali. Anche se influenzato dal simbolismo francese, Yeats si concentra su testi di ispirazione irlandese. Questa tendenza è rafforzata dall'emergere di una nuova generazione di autori irlandesi.
Con Lady Gregory, Martyn ed altri scrittori tra cui J. M. Synge, Seán O'Casey, e Padraic Colum, Yeats fonda il movimento letterario Irish Literary Revival o Celtic Revival. Questo gruppo acquista una proprietà a Dublino dove il 27 dicembre 1904 apre l'Abbey Theatre. Nella serata inaugurale vanno in scena i drammi Cathleen Ni Houlihan di Yeats e Spreading the News di Lady Gregory. Yeats si occupa di teatro fino alla sua morte sia come membro del comitato direttivo, sia come drammaturgo.
Yeats oscilla a lungo tra la Londra decadente del XIX secolo e l'Irlanda in piena ebollizione indipendentista. Le sue prime poesie si caratterizzano per l'uso marcato di simboli ripresi da diverse tradizioni: irlandese, kabalistica, cattolica, grecoromana. In seguito si focalizza sulla realtà storica e personale.
Yeats stringe rapporti di amicizia con molti letterati e artisti. È conosciuto e stimato da Oscar Wilde, John Millington Synge, James Joyce, Thomas Stearns Eliot e Virginia Woolf. Per alcuni anni, intorno al 1913, Ezra Pound gli fa da segretario. La comune passione per la poesia e per l'occultismo lo mette in contatto con il poeta siciliano Lucio Piccolo, con il quale avrà un lungo rapporto epistolare. Nel 1925, il poeta irlandese fu in Sicilia, dove ammirò le glorie classiche e la bellezza dell'isola, visitando Siracusa e Taormina per incontrare il teosofo Robert HAwthorn Kitson la cui villa a Taormina, Casa Cuseni, fu organizzata come tempio teosofico da Annie Besant, Presidente della Società Teosofica Internazionale e da Charles Leadbeater, vescovo occultista.
Nel 1923 riceve il Premio Nobel per la letteratura. Il comitato Nobel descrive la sua opera come «poesia sempre ispirata, la cui forma altamente artistica esprime lo spirito di una intera nazione».
Nel 1931 accoglie a Dublino il filosofo italiano Mario Manlio Rossi, che dedicò il libro Viaggio in Irlanda (1932) a questa sua prima visita dell'isola.

### L'Hermetic Order of the Golden Dawn
Yeats fu molto interessato al misticismo e allo spiritualismo (la moglie stessa si occupava assiduamente di scienze esoteriche). Fu membro della Società teosofica e uno dei primi membri della società segreta inglese magico-iniziatica di ispirazione rosacrociana nota come The Hermetic Order of the Golden Dawn (Ordine Ermetico dell'Alba Dorata). Affermò di essere stato iniziato nel 1887, ma sembra che l'iniziazione risalisse al marzo 1890, circa tre mesi prima del suo venticinquesimo compleanno. Assunse il nome di Festina Lente. Dopo aver raggiunto il grado di Adeptus Minor si fece conoscere come Frater D.E.D.I.: Daemon Est Deus Inversus. La sua carriera all'interno dell'Ordine fu rapida, tanto che nel 1900 divenne Magister Templi dell'Hermetic Order of the Golden Dawn.

### Gli ultimi anni

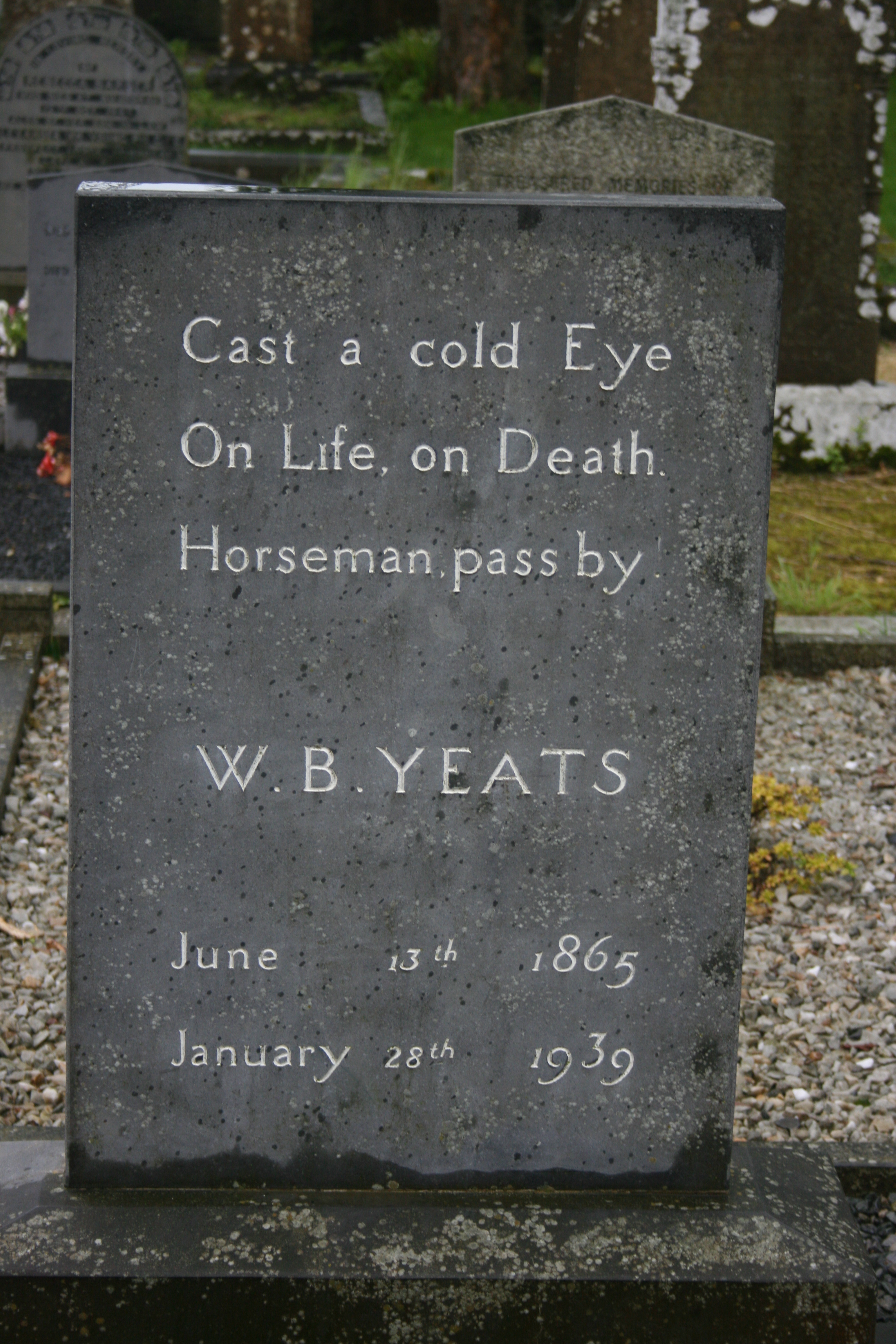
Lapide della tomba di Yeats a Drumcliff nella contea di Sligo, Irlanda

Yeats visse buona parte della sua vita fuori dall'Irlanda, sebbene avesse dato in locazione la casa di Riversdale nel sobborgo di Dublino di Rathfarnham nel 1932. Dopo i sessant'anni Yeats soffrì di diversi disturbi cardiaci e respiratori. Trasferitosi a Rapallo nel 1928-1930, vi si ammalò gravemente di febbre maltese. Nel 1929, passò tuttavia la sua ultima estate al castello di Thoor Ballylee (anche conosciuto come “le torri di Yeats”, sua residenza estiva dal 1919), vicino Gort, nella contea di Galway.  In questi ultimi anni continuò la sua prolifica attività di scrittura, che portò alla pubblicazione di poesie, opere teatrali e prosa e alla seconda edizione, radicalmente riveduta, del trattato A Vision nel 1937, in cui espone il suo complesso sistema storico-astrologico. Nel 1938, frequentò l’Abbazia per l’ultima volta per vedere la prima della sua opera teatrale Purgatorio. Nello stesso anno furono pubblicate le sue Autobiografie.
Il 28 gennaio 1939 morì a Cap Martin, in Francia; fu sepolto a Roquebrune. Nel settembre 1948 la sua salma venne trasferita a Drumcliff, Sligo. Yeats aveva detto: "Il posto che più di ogni altro ha influenzato la mia vita è Sligo". Infatti a Sligo, città della madre, Yeats trascorse lunghi periodi nell'infanzia e tornò periodicamente. Oggi la cittadina ospita una statua del poeta e organizza annualmente la Yeats International Summer School. La tomba di Yeats si trova ai piedi del monte Ben Bulben e reca un'iscrizione dettata dal poeta stesso nella chiusa del poemetto Under Ben Bulben:
On life, on death.

Horseman, pass by!»
(William Butler Yeats, Under Ben Bulben, Last Poems, 1939)

## Yeats nella cultura di massa
Nel 2015 si è celebrato in Irlanda e nel resto d'Europa il centocinquantesimo anniversario della nascita dello scrittore, con mostre, convegni e pubblicazioni.

### Letteratura
Poco dopo la scomparsa di Yeats, Wystan Hugh Auden dedicò alla sua memoria il componimento In Memory Of William Butler Yeats, pubblicato nel 1940 nella raccolta Un altro tempo.
Nel 2002 è stato pubblicato un romanzo scritto a più mani da vari autori irlandesi (Roddy Doyle, Joseph O'Connor e Frank McCourt per citare solo i più noti) dal titolo Yeats is dead: si tratta di un mistery un po' umoristico e molto innovativo, dedicato ai grandi della letteratura irlandese.

### Musica
Nel 1962 la cantautrice statunitense Judy Collins incise Golden Apples Of The Sun, versione da lei stessa musicata di The Song Of Wandering Aengus, includendola nell'album omonimo. Anche il famoso cantautore scozzese Donovan musicò la poesia nel 1971, pubblicandola nell'album H. M. S.. La stessa canzone fu poi tradotta in italiano anche da Angelo Branduardi nel suo Branduardi canta Yeats.
Una delle sue poesie, The Two Trees, è stata musicata da Loreena McKennitt e inserita nel suo album The Mask and Mirror, uscito nel 1994. Anche Stolen Child è stata messa in musica nel suo album Elemental del 1985.
Il cantautore italiano Angelo Branduardi ha prodotto un album dal titolo Branduardi canta Yeats, in cui diverse liriche del poeta irlandese sono messe in musica.
Il rapper romano Briga inserisce nella sua canzone Tu contenuta nell'album Malinconia della partenza un'introduzione dove recita la poesia He Wishes for the Cloths of Heaven.
Il gruppo rock irlandese The Cranberries gli dedicò la canzone Yeats' Grave pubblicata nell'album No Need to Argue (1994) dopo che la cantante del gruppo, Dolores O'Riordan visitò la tomba dello scrittore a Drumcliff, nella contea di Sligo.
Il gruppo rock inglese The Smiths nel brano Cemetry Gates dell'album The Queen is Dead (1986) cita Yeats nel testo.
Il gruppo rock irlandese Thin Lizzy nel brano Black Rose dell'omonimo album, cita Yeats nel testo insieme ad altri scrittori irlandesi quali Oscar Wilde e James Joyce.
L'opera del compositore Rhys Chatham A Secret Rose è ispirata all'omonima poesia di Yeats.
La poesia The Rose of the World, musicata da Michele Moramarco, è stata inclusa da Ludovico Parenti nella pièce Scheletro d'amore (1982).
Sailing to Byzantium dei Liars è ispirata alla sua poesia omonima.
Il gruppo folk rock anglo-irlandese The Waterboys canta e recita una poesia di W. B. Yeats, The Stolen Child, nell'album Fisherman's Blues (1988), mentre nel 2011 gli dedica un intero album, An Appointment with Mr.Yeats, in cui alcune opere del poeta vengono adattate, musicate e trasformate nelle 14 canzoni che compongono l'album.
La cantautrice folk-prog norvegese Tirill ha realizzato nel 2011 un album basato sui testi di alcune sue poesie intitolato Nine and Fifty Swans.
Il doppio album Like a Flame (Come una fiamma, 2010) con la musica d'organo da Frederik Magle prende il nome da una citazione da Yeat giochiamo a The Land of Heart's Desire.
La cantautrice italo-francese Carla Bruni ha adattato in musica le poesie Those Dancing Days Are Gone e Before the World Was Made nel suo secondo album No Promises.
Il gruppo svizzero The Vad Vuc ha tradotto in dialetto ticinese e musicato la poesia An Irish Airman Forsees His Death nell'album La parata dei secondi.
Il gruppo inglese dei Keane ha pubblicato nel 2007 il singolo A Bad Dream, contenuto nell'album Under the Iron Sea, il cui testo è parzialmente ispirato alla poesia An Irish Airman Foresees His Death.
Il testo del brano Slouching Towards Bethlehem di Joni Mitchell è basato sulla poesia The Second Coming.

### Cinema
Nel film 84 Charing Cross Road di David Hugh Jones uscito nel 1987 è citata la poesia Egli desidera i vestiti del cielo.
Nel film Equilibrium, nella chiesa il Cleric Partridge sta leggendo un libro di Yeats e cita alcuni versi della poesia Egli desidera i vestiti del cielo, poco prima di venire giustiziato.
Nel film I ponti di Madison County, il personaggio interpretato da Clint Eastwood è un appassionato della poesia di Yeats, e ne recita alcuni versi alla protagonista femminile, interpretata Meryl Streep.
Nel film A.I. - Intelligenza artificiale scritto e diretto da Steven Spielberg nel 2001, viene spesso citato il ritornello di The Stolen Child.
Nel film Memphis Belle, Danny Daly il radiotelegrafista di bordo cita una parte di una poesia di Yeats spacciandola per propria. Solo verso la fine del film confessa che non sono versi suoi, ma di Yeats.
Il film di animazione La canzone del mare si apre con i versi di The Stolen Child.

### Televisione
Nel sesto episodio, Il metodo socratico, della prima stagione di Dr. House, la paziente legge una poesia tratta dal libro The Wild Swans at Coole di W. B. Yeats: "Non parlerò più di libri o della lunga guerra, / ma camminerò vicino al rovo secco / finché non troverà dei mendicanti che si riparano dal vento. / E poi guiderò i discorsi finché non sarà annunciato il suo nome. / Se ci sono abbastanza stracci lui riconoscerà il nome di lei / e sarà molto contento nel ricordarlo. / Perché ai vecchi tempi anche se lei aveva le lodi dei giovani e rimproveri dei vecchi, / tra i poveri, sia vecchi che giovani, la lodavano".

## Poesie
- A coat
- A Poet to His Beloved
- A Prayer for My Daughter
- A Prayer for My Son
- A Prayer on Going into My House
- A woman Homer song
- Adam's Curse
- Among School Children
- An Irish Airman Foresees His Death
- An acre of grass
- Are You Content?
- Before the World Was Made
- Beggar to Beggar Cried
- Byzantium
- Coole Park and Ballylee, 1931
- Crazy Jane on God
- Death
- Demon and Beast
- Easter, 1916
- Ephemera
- Fallen Majesty
- He Bids His Beloved Be at Peace
- He Rembers Forgotten Beauty
- He Thinks of Those Who Have Spoken Evil of His Beloved
- He Wishes for the Cloths of Heaven (anche come Aedh Wishes for the Cloths of Heaven)
- His phoenix
- Imitated from the Japanese
- In memory of Major Robert Gregory
- Lapis Lazuli
- Leda and the Swan
- Long-Legged Fly
- Mohini Chatterjee
- Never Give All the Heart
- Nineteen hundred and nineteen
- No Second Troy
- On being asked for a War poem
- Responsibilities
- Sailing to Byzantium
- Solomon and the Witch
- Solomon to Sheba
- Spilt Milk
- The cap and the bells
- The cat and the moon
- The chambermaid's first song
- The chambermaid's second song
- The circus animals' desertion
- The double vision of Michael Robartes
- The Fascination of What's Difficult
- The Fiddler of Dooney
- The Folly of Being Comforted
- The Gyres
- The Heart of the Woman
- The Indian to His Love
- The Indian upon God
- The Lady's first song
- The lady's second song
- The lady's third song
- The Lake Isle of Innisfree
- The lover's song
- The Lover Asks Forgiveness Because of His Many Moods
- The Magi
- The mask
- The Old Men Admiring Themselves In The Water
- The Rose of the World
- The saint and the hunchback
- The scholars
- The Second Coming
- The Stolen Child
- The sorrow of love
- The spur
- The three bushes
- The travail of the passion
- The Two Trees
- The wheel
- The White Birds
- The Wild Swans at Coole
- To a Poet, Who Would Have Me Praise Certain Bad Poets, Imitators of His And Mine
- Upon a dying Lady
- When You Are Old

## Opere tradotte in italiano
- Tragedie irlandesi, trad. di Carlo Linati, Milano, 1914
- Poesie, trad. di Leone Traverso, All'insegna del pesce d'oro, 1939; Vallecchi, Firenze, 1973; Passigli, Firenze, 1992
- Lady Cathleen e L'oriolo a polvere, trad. di C. Linati, Rosa e Ballo, Milano, 1944
- Tre atti unici, trad. di C. Linati, Rosa e Ballo, Milano, 1945. Contiene: Visioni di maggio, Sull'acque tenebrose e La poverella
- Poesie, Cederna, Milano, 1949
- Calvario, trad. di Roberto Sanesi, Magenta, Varese, 1960
- Poesie, trad. di R. Sanesi, Lerici, Milano, 1961; nuova ed. Mondadori, Milano 1974, 1991 e successive
- Drammi celtici, trad. di Francesco Vizioli, Guanda, Parma, 1963; nuova ed. accresciuta a cura di R. Sanesi, 1988
- Quaranta poesie, trad. di Giorgio Melchiori, Einaudi, Torino, 1965, 1983
- Racconti, drammi, liriche, trad. di Giuseppe Sardelli, Fabbri, Milano, 1966. La sezione drammi contiene: L'unicorno delle stelle, Sulla spiaggia di Baile e L'unica gelosia di Emer
- Poesia, teatro, prosa, a cura di Salvatore Rosati, UTET, Torino, 1969
- Una visione, trad. di Adriana Motti, Adelphi, Milano, 1973, 1984
- Rosa alchemica, trad. di Renato Oliva, Einaudi "Centopagine", Torino, 1976; ES, Milano, 1998; SE, Milano, 2005. Contiene anche Le Tavole della legge e L'adorazione dei Magi
- Fiabe irlandesi, trad. di Mariagiovanna Andreolli e Melita Cataldi, Einaudi, Torino, 1981
- John Sherman e Dhoya, trad. di Dario Calimani, Einaudi, Torino, 1982
- Le dodici oche selvatiche e altre fiabe irlandesi, trad. di Mariagiovanna Andreolli e Melita Cataldi, Einaudi, Torino, 1983 (scelta del precedente volume di Fiabe irlandesi in collana per ragazzi)
- La torre, trad. di Ariodante Marianni, BUR Rizzoli, Milano, 1984 ISBN 88-17-12464-8
- Per amica silentia lunae, trad. di Gino Scatasta, Il cavaliere azzurro, Bologna, 1986; SE, Milano, 2009

- Poesie, trad. di Eugenio Montale, con tre acqueforti di Fausto Melotti, Cento amici del libro, Verona, 1986
- Il crepuscolo celtico, trad. di Rosita Copioli, Theoria, Roma, 1987; Bompiani, Milano, 1993
- Anima mundi: saggi sul mito e sulla letteratura, trad. di Rosita Copioli, Guanda, Parma, 1988
- I cigni selvatici a Coole, trad. di Ariodante Marianni, BUR Rizzoli, Milano, 1989
- L'uccello maculato, trad. di Pietro De Logu, Gruppo editoriale Edizioni Mediterranee, Hermes, Arkeios, Studio Tesi, Roma, 2021
- Il ciclo di Cuchulain, trad. di Melita Cataldi, Garzanti, Milano, 1990
- Il vagabondaggio di Oisin, trad. di Giuseppe Bonavita, Ripostes, Salerno-Roma, 1992
- Fantasmi d'infanzia e di gioventù, trad. di Aurelio Gariazzo, Theoria, Roma, 1992
- Autobiografie, trad. di Alessandro Passi, Adelphi, Milano, 1994
- Fiabe irlandesi, trad. di Pietro Meneghelli, Newton Compton, Roma, 1994
- La rosa segreta: i racconti, trad. di Rosita Copioli, Guanda, Parma, 1995
- Drammi celtici, trad. di Giorgio Manganelli, a cura di Viola Papetti, BUR Rizzoli, 1999 Contiene: Deirdre, Al pozzo dello sparviero, Sulla spiaggia di Baile e L'unica gelosia di Emer
- La scala a chiocciola e altre poesie, trad. di Ariodante Marianni, BUR Rizzoli, 2000
- Le ultime poesie, trad. di Ariodante Marianni, BUR Rizzoli, 2004
- L'opera poetica, trad. di Ariodante Marianni, commento di Anthony L. Johnson, introduzione di Piero Boitani, Mondadori "I Meridiani", Milano 2006
- Cigni selvatici a Coole, trad. di Alessandro Gentili, Pasigli, Firenze, 2008
- Il più felice dei poeti, trad. di Nicola Manuppelli, Mattioli 1885, Fidenza, 2010
- Sono diventato un autore, trad. di Nicola Manuppelli, Mattioli 1885, Fidenza, 2010
- Il figlio di Cuchulain. Sulla spiaggia di Baile, Purgatorio, La morte di Cuchulain, trad. di Dario Calimani, Marsilio, Venezia, 2011
- La rosa del mondo e altre poesie d'amore, a cura di Alessandro Gentili, Passigli, Firenze,  2013
- Verso Bisanzio. Poesie, trad. di Dario Calimani, Marsilio, Venezia, 2015
- Artificio dell'eternità : saggi sull'arte, a cura di Rosita Copioli, Medusa, Milano, 2015
- Blake e l'immaginazione, a cura di Luca Gallesi, Mimesis, Milano, 2015
- Verso Bisanzio: poesie scelte, a cura di Roberto Mussapi, Feltrinelli, Milano, 2018
- Magia, a cura di Ottavio Fatica, Adelphi, Milano, 2019

## Critica in italiano
- Amato, Antonio - Andreoni, Francesca Maria - Salvi, Rita, Omaggio a William Butler Yeats (1865-1939), Bulzoni, Roma, 1989.
- Bacigalupo, Massimo, "Linea ligure angloamericana: Pound, Yeats", Studi di Filologia e Letteratura (Univ. di Genova) 5 (1980), pp. 477–533.
- Bacigalupo, Massimo, Grotta Byron. Luoghi e libri, Pasiàn di Prato, Campanotto Editore, 2001.
- Buffoni, Franco, Yeats e Keats, Casanova, Parma, 1977.
- Calimani, Dario (a cura di), Introduzione a William Butler Yeats, Verso Bisanzio. Poesie, Marsilio, Venezia, 2015 (3ª ed.) ISBN 978-88-317-1929-2
- Calimani, Dario (a cura di), Introduzione a William Butler Yeats, Il figlio di Cuchulain. Sulla spiaggia di Baile, Purgatorio, La morte di Cuchulain, Marsilio, Venezia, 2011.
- Calimani Dario, Yeats, "Cuchulain e la fine del ciclo"  in Studi irlandesi, vol. 2, pp. 29-40.
- Carlotti, Edoardo G., Le danze dei simboli. Scrittura e pratica scenica nel teatro di W. B. Yeats, ETS, Pisa, 1993.
- Catà, Cesare, Before Ireland Was Made. Il Nazionalismo Neoplatonico di W.B. Yeats, in Studi Interculturali, vol. 1, 2013 ISSN 2281-1273
- Catà, C, L’Irlanda e i suoi simboli: W.B. Yeats lettore “occulto” di Giovanni Scoto l’Eriugena. in Studi Irlandesi. A Journal of Irish Studies, 3(3), 2013, 309-322.
- Cerutti, Toni, "William Butler Yeats", I contemporanei – Letteratura inglese, a cura di Vito Amoruso e Francesco Binni, Lucarini, Roma, 1978, vol. I, pp. 209–38.
- Cianci, Giovanni (a cura di), Modernismo/Modernismi dall'avanguardia storica agli anni trenta e oltre, Principato, Milano, 1991.
- De Logu, Pietro, Introduzione a W.B. Yeats, John Sherman, Dhoya, a cura di P. De Logu, Einaudi, Torino, 1982, pp. v-xxx.
- De Logu, Pietro, Introduzione a W.B. Yeats, L'uccello maculato, a cura di P. De Logu, Studio Tesi, Pordenone, 1990, pp. xiii-xxxviii.
- De Logu, Pietro, "L'Arcadia di W.B. Yeats", Annali della Facoltà di lingue e letterature straniere di Ca' Foscari, 16, 2 (1977), pp. 21–47.
- Gallesi, Luca, Esoterismo e folclore in W. B. Yeats, Nuovi Orizzonti, Milano, 1990.
- Gasparini, Francesca, W. B. Yeats e il teatro dell'“antica memoria”, Bulzoni, Roma, 2002.
- Lombardo, Agostino, La poesia inglese dall'estetismo al simbolismo, Edizioni di Storia e Letteratura, Roma, 1950.
- Heaney, Seamus, La riparazione della poesia, a cura di Massimo Bacigalupo, Fazi, Roma, 1999.
- Mac Liammoir, Micheal – Boland, Eavan. Yeats, trad. Gabriella Ernesti, Leonardo, Milano, 1989.
- Massara, Giuseppe (a cura di), Di specchio in specchio. Studi su W. B. Yeats, NEU, Roma, 2007.
- Melchiori, Giorgio, "La cupola di Bisanzio", Paragone 128 (1960), pp. 41–70.
- Picchi, Fernando, Esoterismo e magia nelle poesie di W.B. Yeats, Nardini, Firenze 1977.
- Reggiani, Enrico, The Compl[i]mentary Dream, perhaps. Saggi su W. B. Yeats, Europrint, Milano, 2004; Aracne, Roma, 2010.
- Silvia Ronchey, On a Golden Bough. Bisanzio in due poesie di William Butler Yeats, in G. Fiaccadori (a cura di), «In partibus Clius». Scritti in onore di Giovanni Pugliese Carratelli, Napoli, Vivarium, 2006, pp. 609–623